# Architettura berbera

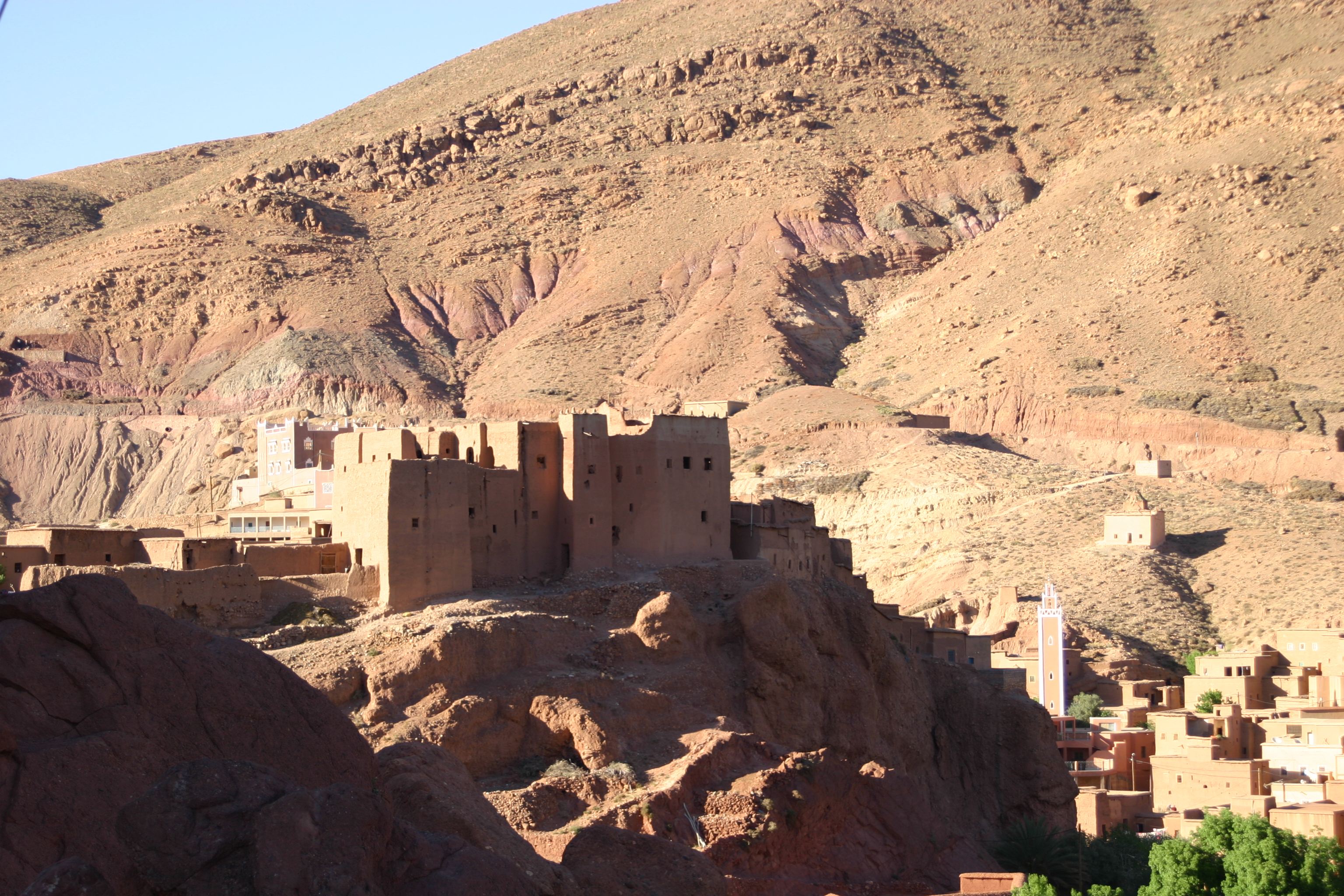
Qasba Taorirt, Ouarzazate, Marocco.

L'architettura berbera è l'architettura tipica del Maghreb, ovvero di zone appartenenti a Libia, Tunisia, Algeria e Marocco; prende il nome dal popolo dei Berberi. 
I primi esempi risalgono a un'epoca antica e consistono nele architetture rupestri, ovvero villaggi sotterranei scavati nella roccia, di cui si conservano alcuni esempi a Chenini e Douirat, località della Tunisia.
Essa si esprime nel ksar e nella qasba (o kasbah).
Il ksar è un villaggio fortificato cinto da un muro con quattro torri con una sola entrata che porta alla via principale centrale normalmente coperta. Il muro di cinta risulta di terra nella parte inferiore mentre è di mattoni nella parte superiore dove finestre strette e lunghe consentono nel contempo l'ingresso della luce e una buona difesa da potenziali nemici. La qasba, simile al ksar, è una struttura più urbana dai colori intensi e dalle torri decorate modellandone l'impasto.
Altro elemento tipico è il granaio fortificato, il cosiddetto Agadir.